# 姜成浩
姜 成浩（カン・ソンホ、チョソングル: 강성호、1987年5月28日 - ）は、東京都立川市出身の元サッカー選手。登録ポジションはディフェンダー。

## 来歴
西東京朝鮮第一初中級学校、東京朝鮮中高級学校を経て2006年に朝鮮大学校に入学。同級生に黄誠秀。在学中に関東大学サッカーリーグや東京都大学サッカーリーグなどに出場した。2009年10月30日、大分トリニータへの2010年度入団内定が発表された。大分では2年間で54試合に出場。当初はミッドフィールダーとして登録されていたが、2年目の2011年に監督の田坂和昭にセンターバックにコンバートされて以降は継続的にスタメンで出場していた。
2012年より、清水エスパルスへ完全移籍。翌2013年は京都サンガF.C.、2014年1月から8月まで東京ヴェルディ、2014年8月から12月までツエーゲン金沢へそれぞれ期限付き移籍。
2014年シーズンを最後に現役を引退し、2015年4月より京都のフロントに入った。

## 所属クラブ
ユース経歴
- - 2002年 西東京朝鮮第一初中級学校
- 2003年 - 2005年 東京朝鮮高級学校
- 2006年 - 2009年 朝鮮大学校

プロ経歴
- 2010年 - 2011年　大分トリニータ
- 2012年 - 2014年　清水エスパルス
  - 2013年　京都サンガF.C. (期限付き移籍)
  - 2014年 - 2014年8月　東京ヴェルディ (期限付き移籍)
  - 2014年8月 - 2014年12月　ツエーゲン金沢 (期限付き移籍)

## 個人成績
| 国内大会個人成績 | 国内大会個人成績 | 国内大会個人成績 | 国内大会個人成績 | 国内大会個人成績 | 国内大会個人成績 | 国内大会個人成績 | 国内大会個人成績 | 国内大会個人成績 | 国内大会個人成績 | 国内大会個人成績 | 国内大会個人成績 |
| 年度             | クラブ           | 背番号           | リーグ           | リーグ戦         | リーグ戦         | リーグ杯         | リーグ杯         | オープン杯       | オープン杯       | 期間通算         | 期間通算         |
| 年度             | クラブ           | 背番号           | リーグ           | 出場             | 得点             | 出場             | 得点             | 出場             | 得点             | 出場             | 得点             |
| 日本             | 日本             | 日本             | 日本             | リーグ戦         | リーグ戦         | リーグ杯         | リーグ杯         | 天皇杯           | 天皇杯           | 期間通算         | 期間通算         |
| ---------------- | ---------------- | ---------------- | ---------------- | ---------------- | ---------------- | ---------------- | ---------------- | ---------------- | ---------------- | ---------------- | ---------------- |
| 2010             | 大分             | 24               | J2               | 27               | 0                | -                | -                | 1                | 0                | 28               | 0                |
| 2011             | 大分             | 24               | J2               | 27               | 1                | -                | -                | 2                | 0                | 29               | 1                |
| 2012             | 清水             | 30               | J1               | 2                | 0                | 4                | 0                | 2                | 0                | 8                | 0                |
| 2013             | 京都             | 22               | J2               | 5                | 0                | -                | -                | 0                | 0                | 5                | 0                |
| 2014             | 東京V            | 30               | J2               | 9                | 0                | -                | -                | 0                | 0                | 9                | 0                |
| 2014             | 金沢             | 34               | J3               | 7                | 0                | -                | -                | -                | -                | 7                | 0                |
| 通算             | 日本             | 日本             | J1               | 2                | 0                | 4                | 0                | 2                | 0                | 8                | 0                |
| 通算             | 日本             | 日本             | J2               | 68               | 1                | -                | -                | 3                | 0                | 71               | 1                |
| 通算             | 日本             | 日本             | J3               | 7                | 0                | -                | -                | -                | -                | 7                | 0                |
| 総通算           | 総通算           | 総通算           | 総通算           | 77               | 1                | 4                | 0                | 5                | 0                | 86               | 1                |

- Jリーグ初出場 - 2010年3月7日 J2 第1節 対柏レイソル戦 (日立柏サッカー場)
- Jリーグ初得点 - 2011年7月23日 J2 第22節 対湘南ベルマーレ戦 (大分銀行ドーム)

## 代表歴
- U-20サッカー朝鮮民主主義人民共和国代表